# Street Fighter: The Legend of Chun-Li
Street Fighter: The Legend of Chun-Li (Tựa gốc: Huyền thoại về Chun-Li) là một bộ phim thứ hai thuộc thể loại được chuyển thể từ dòng trò chơi điện tử đối kháng Street Fighter thuộc thập niên 1990. Trước đó bộ phim Street Fighter đầu tiên từ năm 1994 được chuyển thể từ đạo diễn Steven E. de Souza do nam diễn viên nổi tiếng nhất Hollywood thời đó là Jean-Claude Van Damme (thủ vai William F. Guile) đã thu về doanh thu tròn đúng 100 triệu đi kèm những lời chỉ trích loè bịp khán giả mất công lên rạp xem một tác phẩm hời hợt và chắp vá đã tạo nên một cảm giác sẽ không còn có lần sau đi xem với ấn phẩm này nữa khi nó được phát hành trên màn ảnh rộng.
Phim Street Fighter: The Legend of Chun-Li lần này có sự góp mặt của nữ diễn viên nổi tiếng Kristin Kreuk hay còn được biết đến với cái tên Lana Lang trong sê ri phim truyền hình nổi tiếng Smallville sẽ là người đảm nhiệm vai chính của bộ phim – Chun Li. Ngoài cô ra còn có các ngôi sao khác như Neal McDonough thủ vai ông trùm có bá tâm làm chủ thế giới M. Bison, Chris Klein vai Charlie, Michael Clarke Duncan vai Balrog, và thành viên của Black Eyed Peas tên Taboo thủ vai sát thủ đeo mặt nạ sắt hào hoa Vega.

## Nội dung
New York một thành phố đầy yên bình là nơi mà cô bé Chun Li (Xuân Lệ) trưởng thành, cố ngồi đó trong nhà bên cây đàn Piano và đánh lên những nốt nhạc cho cha của cô nghe trong sự thân mật giữa tình cha và con. Một ngày, mọi thứ đã đổi thay với cô... Liu cha của Chun Li trở về ngôi nhà xưa sau chuyến công tác dài, từ quàng thời gian trở về nhà Chun li đã có thời gian được cha dạy về võ công, thời gian thấm thoát thoi đưa. Dần dần Chun Li trưởng thành thành một thiếu nữ xinh đẹp. Một tối cha của cô trở về và định thu xếp đi nghỉ, khi vào nhà vệ sinh thì một mũi nên bay đến tấn công ông, nhanh chóng né được và sát thủ Balrog lúc này phá cửa lao vào và cả hai lao vào nhau tả xung hữu đột cho đến khi có đám lâu la xuất hiện. Khi chiến đấu đang trong thế thắng thì Chun Li xuất hiện đi từ trên gác xuống, Balrog tóm lấy cô ta và bắt cha của Chun Li dừng lại. Đang phân vân tìm kế thương lượng thì Bison xuất hiện, vì lo cho con gái nên Liu đã chấp nhận đi theo Bison, mẹ của cô lao ra cản nhưng bà bị bọn chúng đánh ngất. Chun Li ở lại một mình và nhớ tất cả những gì mà cha cô đã để lại, một chiếc dây chuyền từ Ấn Độ trên mặt có khắc hình chim đại bàng, khi xoay tròn hình con đại bàng đó, người nhìn thấy sẽ có cảm giác như con đại bàng đó đang vỗ canh bay đi. Chun Li cầm lấy nó và khóc vì từ đây cha của cô đã không bao giờ chở về nữa.
Một thời gian sau Chun Li trở thành một cô gái thực sự giỏi giang bên cây đàn Piano, những cảm giác gần gũi với cha ngày nào dội về khi cô đánh lên những nốt nhạc năm xưa. Sau khi đánh xong cô vào chỗ thay đồ, tại đây cô được người bạn diễn của, mình đưa cho một cuốn chiến giám không đề tên người gửi. Cô mở ra và thấy đó là một cái gì đó giống như văn tự cổ mà cô có lẽ không bao giờ hiểu, tan buổi diễn cô và bạn ra về trên con phố đông người, đang đi cô thấy một toán thanh niên đang đánh đập một người lạ mặt. Cô đến và cầu xin sự giúp đỡ nhưng không có ai để ý cả, trên tay người lạ mặt cô cứu có xăm hình mạng nhện. Trở về nhà và lên thăm mẹ cô giờ đang trên giường bệnh, mẹ con nói chuyện với nhau một cách đầm ấm nhưng mẹ của cô vãn nhắc mãi về cha cô.
Tại Bangkok nơi cứ địa tổng hành dinh của Shadaloo, Bison giờ đã có tuổi đang nâng li chúc mừng về sự thành công của nhóm trong từng đấy năm. Nhưng vẫn có gì đó chưa được hoàn tất, tất cả mọi người ngồi chung bàn lúc này bỏ về và để mặc lại Bison một mình tại bàn tiệc, nhấp cạn ly rượu mà không ai trong bữa tiệc uống nó, sát thủ Vegas lúc này chỉ còn thực hiện bước cuối là giết tất cả những kẻ đã bỏ về trong sự khinh rẻ của Bison. Balrog xuất hiện ngay lúc này và đưa cho Bison một bức thư, ông bóc nó ra và lấy từ đó một cổng USB chứa dữ liệu.
Cảng Bangkok, nhộn nhịp và tấp nập hàng hoá gửi về, một cô gái lái xe mô tô đi đến hiện trường một vụ phát hiện xác chết trong containe và được một viên cảnh sát bảo không được để xe ở đây. Cô ta bảo cứ việc và định bởi đi thì một xe hơi cảnh sát khác từ đâu đi đến và đỗ lại, Nash xuất hiện sau khi xuống xe và cùng cô tiến vào trong xem sét và chắc chắn vụ việc có liên quan đến việc thanh toán của xã hội đen. Bison lúc này đến thăm Liu, cha của Chun Li bị giam cầm từng đấy năm giờ đã già, ông ta rút ra chiếc thẻ nhơ USB và nói về những thứ quan trọng trong đó cho cha của Chun Li nghe, và kể về quá khứ mà ông ấy đã phục vụ rất tốt cho tổ chức của Bison trong từng đấy năm khi mà Shadaloo được thành lập, tuy nhiên vì lý do bất khả kháng Bison không thể thả Liu ra là vì ông còn cần thiết trong việc nghiên cứu dự án bí mật khác của Bison. Còn một lý do khác mà Liu phải ở lại vì muốn bảo vệ cho vợ và con gái Chun Li của mình khỏi sự kiểm soát của Bison khi chiếc cổng USB đấy chính những hình ảnh mà Bison để lại về con gái Chun Li của ông ta.
Một thời gian sau, mẹ của Chun Li mất vì bệnh nặng. Cô ra nghĩa trang thăm mẹ trong sự tiếc nuối vô vàn của tất cả gia nhân, từ đây đã đến lúc chỉ còn một mình Chun Li phải mở cuốn chiến giám ngày nào ra và khám phá bí mật. Cô đi đến một khu phố người tàu và bị một người quét rác có hình xăm mạng nhện ở tay lùa vào một cửa hàng bán đồ lưu niệm. Tại đây người đàn bà nói là cô có mang vật đó đến không, Chun Li ngạc nhiên và lôi chiến giám ra và được bà ta dịch ra rằng nó có liên quan rất chặt chẽ với cô và phải đi tìm một người tên Gen để tìm ra được thứ mà cô đã mất. Bà ta nói Gen là một tên tội phạm nhưng dù sao cũng từng là một người thầy và liên quan đến một nhóm có tên là Nhện Chúa thông qua các hình xăm mạng nhện mà cô đã gặp, giờ đã đến lúc Chun li phải đi Bangkok một chuyến.
Tại Bangkok, cục điều tra do Nash đang phụ trách vụ án đang nghi ngờ cái chết có liên quan đến một nhóm có tên là Shadaloo. Lúc này đây Chun Li phải tạm biệt người thân lên đường đến Bangkok, lang thang tại đó như một người vô gia cư tại thành phố rộng lớn, tối đến mệt quá Chun li thiếp đi trên hè phố và lại tiếp tục cuộc phiêu du của mình trong sự đói khổ của những người cùng cảnh ngộ như cô, tiếp những ngày còn lại cô đi xa đần vào những nơi đông đúc và gặp những cảnh trấn lột làm luật chướng mắt tại đây mà cô không làm gì được hết trong cơn uất hận muốn thay đổi được thế giới. Trời sáng và lại tối đi, Chun Li cứ như thế và đã hiểu ra rằng họ cần một chiến binh chứ không cần sự bốc đồng thích làm anh hùng.
Địa bàn của nhóm Shadaloo ngày càng trải rộng hơn nửa thành phố, Bison nói với Balrog rằng vẫn còn nhiều việc phải làm cho đến khi nắm hết được cả toàn bộ thành phố Bangkok này, Balrog đưa cho Bison hồ sơ theo dõi gần đây và nói rằng Chun Li đã rời nhà và đến Bangkok từ nhiều ngày nay, và đây có lẽ là lúc đáng sợ nhất với Bison. Chun Li lúc này đã gặp được sự yêu mến cúa người dân ở tại đây do sự thương cảm, tối đến nhóm choai choai lại tiếp tục giở trò xin đểu giữa đường phố và Chun li đã lao ra và giao chiến với bọn chúng một cách khó khăn. Trước khi ngã xuống vì kiệt sức, một người lạ có hình xăm Nhện Chúa đã bế cô đi nơi khác. Từ đây Chun Li chẳng biết gì hơn.
Chun li tỉnh đậy tại một căn nhà lạ, một bát cơm được đặt xuống khiến cô hoảng hồn nhỏm dậy và thấy trước mặt mình là Gen. Ông ta nói ông ta là người mà Chun Li đang tìm kiếm, ông ta nói ông ta biết rõ cha của cô và cả hai người vừa đi dạo. Gen giải thích cho cô về mọi thứ từ Bison đến Shadaloo và về cả cha của cô nữa, sau đó cả hai bắt đầu vào khoá học võ mới do Gen đích thân chỉ dạy cho Chun Li, từ đây Chun li được chỉ dạy như thế nào có thể thi chiển được nội công và chưởng pháp từ Gen có thể phá huỷ được mọi thứ, nội công của Chun li lúc này rất bẽ khiến cô không thể tự tin được. Trong thời gian rảnh rỗi Chun Li lên mạng Internet công cộng để tìm thông tin về chủ tịch Bison đang tìm cách thương lượn với một người phụ nữ Cantana về giá nước trong thời gian tới.
Cantana lúc này đang thảo luận với các cổ đông của mình và bắt ký vào những hiệp ước mà họ không muốn, từ đây cả Bangkok bị phong toả trong vòng xoáy của tập đoàn Cantana, cục điều tra của Nash lúc này bắt đầu cảm giác lo lắng khi sắp có nội chiến nhằm chấn chỉnh thành phố. những vụ bắt bớ diễn ra khiến cả Bangkok rung chuyển bởi chế độ mới. Bison trên đường về cảm thấy hài lòng với những gì đang có, từ đây phe đối lập chống đối bị dập tắt bởi nhóm vô hình Shadaloo đứng sau.

## Bảng phân vai nhân vật
- Kristin Kreuk as Chun-Li
- Neal McDonough as M. Bison
- Chris Klein as Charlie Nash
- Michael Clarke Duncan as Balrog
- Taboo as Vega
- Robin Shou as Gen
- Moon Bloodgood as Detective Maya Sunee
- Edmund Chen as Xiang
- Josie Ho as Cantana
- Elizaveta Kiryukhina as Rose

## Quá trình sản xuất
Việc đưa một tựa game lên màn ảnh từ lâu đã không còn là điều quá xa lạ với giới mộ điệu, thậm chí hiện nay nó còn trở thành xu hướng chung cho các nhà làm phim nổi tiếng thế giới vào cuộc từ năm 2008 - 2009. Sau khi thưởng thức chán chê những tác phẩm như Resident Evil hay Doom thì nay đã đến lúc chứng kiến một bộ phim mới từ Hollywood sau nhiều năm trờ đợi. Lần này, đó sẽ vẫn là Street Fighter phần tiếp theo phiên bản đề cập về nữ nhân vật chính Chun Li khi được thổi hồn vào nữ diễn viên Kristin Kreuk thường được giới thiệu bằng cái tên "cô gái dễ thương đến từ thị trấn Smallville", Kreuk đồng thời xuất hiện trong một số bộ phim như Euro Trip - chuyến du lịch châu Âu hay Partition cũng như là sêri phim truyền hình dài tập cho lứa tuổi thiếu niên, Edgemont.
Cô gái Jessica Biel (phim Blade: Trinity) trước đó được đồn đại rằng sẽ đảm nhiệm vai diễn này nhưng cuối cùng thì nó lại bị thay đổi vào phút chót khi Kristin Kreuk thay thế vị trí vinh quang của cô.
Phim được đạo diễn bởi Andrzej Bartkowiak (từng biết đến qua phim tầm chung như Doom, Romeo Must Die), và người viết kịch bản kịch bản bởi Justin Marks (các phim như Master of the Universe, Fast Foward), cộng thêm nhà sản xuất Hyde Park Entertainment, cùng là một phần trong sự gia tăng nỗ lực của Capcom vào Hollywood sau thành công của ấn phẩm đầu tiên lấy lại uy tín của mình vào giới mộ điệu khó tính.
Lần này, Capcom quyết tâm thay đổi điều này bằng việc thông báo về dàn diễn viên chuẩn bị lên phim lần này, họ đều là các siêu sao, diễn viên nổi tiếng chứ không phải "hạng làng" như một số phim về game khác nhằm lôi kéo người đi xem lên rạp sau từng đấy năm.

## Doanh thu và sự thành công
Đây được coi là một trong những chiến dịch quảng bá cho game Street Fighter 4, bộ phim tiếp theo của Street Fighter là Street Fighter: The Legend of Chun-Li lại thu về danh thu vỏn vẹn chỉ có 12.707.250 USD. Đây được coi là một sự thất bại của nhóm làm phim lẫy lừng 20th Century Fox khi tiếp tục chuyển thể một món ăn nhạt đến với giới mộ điệu, tuy nhiên thực ra không có gì để nói về chuyện thất bại nhưng sự thành công của bộ phim lại là điều khiến các fan hâm mộ sửng sốt khi được nhóm ToptenZ đề cập đến sau cuộc phỏng vấn nữ diễn viên Kristin Kreuk người vào vai Chun-Li gây ra nhiều tranh cãi với giới mộ điệu khi được gọi chuyển thể bây giờ chỉ là PR tính phí cho game.